# 李藝嬪
李藝嬪（韓語：이예빛，2011年5月11日—），韓國兒童女演員。

## 演出作品

### 電視劇
- 2016年：KBS《女人的秘密》
- 2016年：MBC《給予幸福的人》
- 2017年：MBC《Two Cops》
- 2017年：MBC《前世的冤家們》
- 2018年：OCN《操心》
- 2018年：MBC《過來抱抱我》
- 2018年：SBS《如果是她的話》
- 2019年：JTBC《耀眼》
- 2019年：SBS《熱血司祭》
- 2019年：OCN《附身》
- 2019年：MBC《特別勞動監督官趙常風》
- 2019年：MBC《壞愛情》
- 2020年：tvN《謗法》
- 2020年：tvN《九尾狐傳》
- 2020年：OCN《驅魔麵館》
- 2020年：JTBC《怪物》
- 2021年：OCN《黑洞》飾演 鄭度潤
- 2022年：MBC《Tracer》飾演 徐惠英(童年)

### 電影
- 2018年：《燃燒烈愛》
- 2019年：《鳳梧洞戰役》